# Långfenad makohaj
Långfenad makohaj (Isurus paucus) är en hajart som beskrevs av Guitart-Manday 1966. Långfenad makohaj ingår i släktet Isurus och familjen håbrandshajar. Inga underarter finns listade i Catalogue of Life.
Denna haj förekommer i alla tropiska och subtropiska hav inklusive Medelhavet. Den når ett djup av 1750 meter. Den största individen som registrerades var 427 cm lång. De flesta exemplar blir könsmogna när de är 245 cm långa. Äggen kläcks inuti honans kropp. Nykläckta ungar äter ägg av sina syskon samt delar av moderkakan. Per kull föds 2 till 8 ungar som har en längd av 97 till 120 cm vid födelsen.
Fiske på arten är vanlig ch flera exemplar hamnar som bifångst i fiskenät. IUCN uppskattar att hela populationen minskade med 50 till 80 procent under de gångna 75 åren (räknad från 2018) och listar arten so starkt hotad (EN). 